# Čárka (diakritika)
Čárka je diakritické znaménko, které má v různých jazycích různou funkci. Odborně se též nazývá akut. Čárka se umísťuje nad základní znak abecedy.

## Funkce čárky
Čárka (akut) plní v různých jazycích tyto funkce:
- označení délky hlásek;
- označení palatalizace;
- označení výšky samohlásek;
- označení přízvuku;
- označení tónu;
- zdůraznění;
- rozlišení různého významu slov;
- jiné využití.

## V češtině
V češtině se čárkou označují dlouhé samohlásky /á, é, í, ó, ú, ý/. Její užívání doporučuje již traktát De orthographia Bohemica sepsaný v 15. st., jehož autorství je připisováno Janu Husovi. Ve spisu je čárka označována latinským termínem gracilis virgula, který bývá mylně překládán jako dlouhé nabodeníčko.

## V jiných jazycích

### Dánština, norština
V dánštině a norštině se používá k rozlišení významu slov, např. én (jeden, jedna) vs. en (neurčitý člen).
V dánštině se navíc používá i k vyznačení důrazu na určité slovo, zejména ve slově der (tam).

### Faerština
V faerštině mění výslovnost samohlásek:
- á: dlouhé [ɔa], krátké [ɔ], pred [a]: [õ]
- í/ý: dlouhé [ʊiː], krátké [ʊi]
- ó: dlouhé [ɔu], [ɛu] anebo [œu], krátké: [œ], ale na Suðuroyě: [ɔ]
  - -ógv: [ɛ]gv, anebo Suðuroyě [ɔgv]
- ú: dlouhé [ʉu], krátké [ʏ]
  - -úgv: [ɪgv]

### Francouzština
Ve francouzštině se používá k rozlišení /é/ [e] a /e/ [ə].

### Irština
V irštině čárka (nazývaná síneadh fada – „dlouhá značka“ – nebo zkráceně fada) označuje dlouhou samohlásku (á, é, í, ó, ú). Při tom dlouhé „á“ je zavřenější než „a“, blíží se hlásce /ó/.

### Islandština
V islandštině mění výslovnost samohlásek:
- á: [au(ː)]
- é: dlouhé [jeɛː], krátké [jɛ]
- í/ý: [i(ː)]
- ó: [ou(ː)]
- ú: [u(ː)]

### Maďarština
V maďarštině se používá pro označení délky samohlásek.

### Polština
V polštině se čárkou vyznačuje palatalizace (měkčení) souhlásek /ć/ [tɕ], /dź/ [dʑ], /ń/ [ɲ], /ś/ [ɕ], /ź/ [ʑ].
Písmeno /ó/ se čte [u], jeho psaní je dáno historicky (podobně jako u českého /ů/, které se vyvinulo z dlouhého /ó/).

### Slovenština
Ve slovenštině se stejně jako v češtině používá k označení délky samohlásek. Kromě toho se tímto způsobem vyznačuje i délka u slabikotvorného /ŕ, ĺ/, např. sŕňa (srnče), kŕdeľ (hejno), hĺbka (hloubka), stĺp (sloup).

### Španělština
Ve španělštině se používá k označení přízvuku tam, kde by se jinak přízvuk nevyskytoval. V psané podobě (pomocí čárky) i mluvené podobě (pomocí přízvuku) se tak dá odlišit dvě významově různá slova lišící se pouze a právě čárkou (např. se — sé, esta — está, el — él).

### Švédština
Ve švédštině se používá k vyznačení přízvuku (tzv. akutové intonace) v některých slovech, zejména cizího původu, a ve vlastních jménech, např. idé (myšlenka, idea), Nylén, Linné.

### Vietnamština
Ve vietnamštině značí stoupavý tón u samohlásek (tzv. dấu sắc).